# HD 45618
HD 45618，又名BD+82 177，SAO 1043、HR 2350，是一颗恒星，视星等为6.65，位于銀經131.75，銀緯26.61，其B1900.0坐标为赤經6h 23m 22.6s，赤緯+82° 26.61′ 57″。